# گروه فیلا
گروه فیلا (انگلیسی: F.I.L.A.) شرکت پوشاک ایتالیایی است، که در سال ۱۹۲۰ تأسیس شد.